# Dirt Rally 2.0
Dirt Rally 2.0 é um jogo de corrida desenvolvido e publicado pela Codemasters para o Microsoft Windows, PlayStation 4 e Xbox One. Foi lançado em 26 de fevereiro de 2019. O jogo é o décimo terceiro título da série Colin McRae Rally e o sétimo título para levar o nome Dirt. É um sucessor do videogame de 2015 Dirt Rally e enfatiza a física de condução realista.

## Jogabilidade
Dirt Rally 2.0 está focado em rallying e rallycross. Os jogadores competem em eventos de estágio cronometrado em terrenos asfaltados e off-road em diferentes condições climáticas. O jogo apresenta etapas na Argentina, Austrália, Nova Zelândia, Polônia, Espanha e Estados Unidos. A Codemasters também anunciou planos para expandir o jogo através do lançamento de conteúdo para download. O Dirt Rally 2.0 permite aos jogadores escolher entre um total de cinquenta carros, incluindo o World Rallycross Supercars e oito circuitos do Campeonato Mundial de Rallycross. Cada carro pode ter sua configuração ajustada antes de uma corrida.
Estes são definitivamente necessários, já que o jogo agora também apresenta um novo sistema de modelagem de tempo, onde as mudanças no clima afetam o nível relativo de aderência e exigem que os jogadores adotem uma abordagem mais sutil para dirigir. O clima também afeta a visibilidade em etapas. A superfície dos estágios também está sujeita à degradação; à medida que mais carros passam sobre um palco, mais de 100 camadas garantem que a superfície da estrada comece a mudar e se romper, afetando os níveis de aderência. A jogabilidade, portanto, exige concentração máxima, especialmente porque algumas faixas levam mais de 10 minutos para serem concluídas. Não há função de retrocesso e os danos não apenas têm um efeito visual, mas também mecânico.
O modo "My Team" introduzido no Dirt 4 é expandido, exigindo que os jogadores contratem engenheiros especializados para manter o carro. Dano sofrido durante um rali transita de evento para evento. Os jogadores também são capazes de fazer uma gama mais ampla de escolhas estratégicas, como compostos de pneus; pneus mais macios oferecem mais aderência, mas se desgastam mais rápido, enquanto pneus mais duros são mais duráveis, mas produzem tempos de estágio mais lentos. A Codemasters está planejando introduzir um tutorial mais abrangente para configurar o carro para tornar o processo mais acessível para recém-chegados, amadores e jogadores que foram dissuadidos de explorar opções de configuração no passado.
O DLC segue um cronograma quinzenal e incluirá o retorno dos locais de rally desde o primeiro jogo, bem como carros como o Škoda Fabia e BMW M1.

## Desenvolvimento

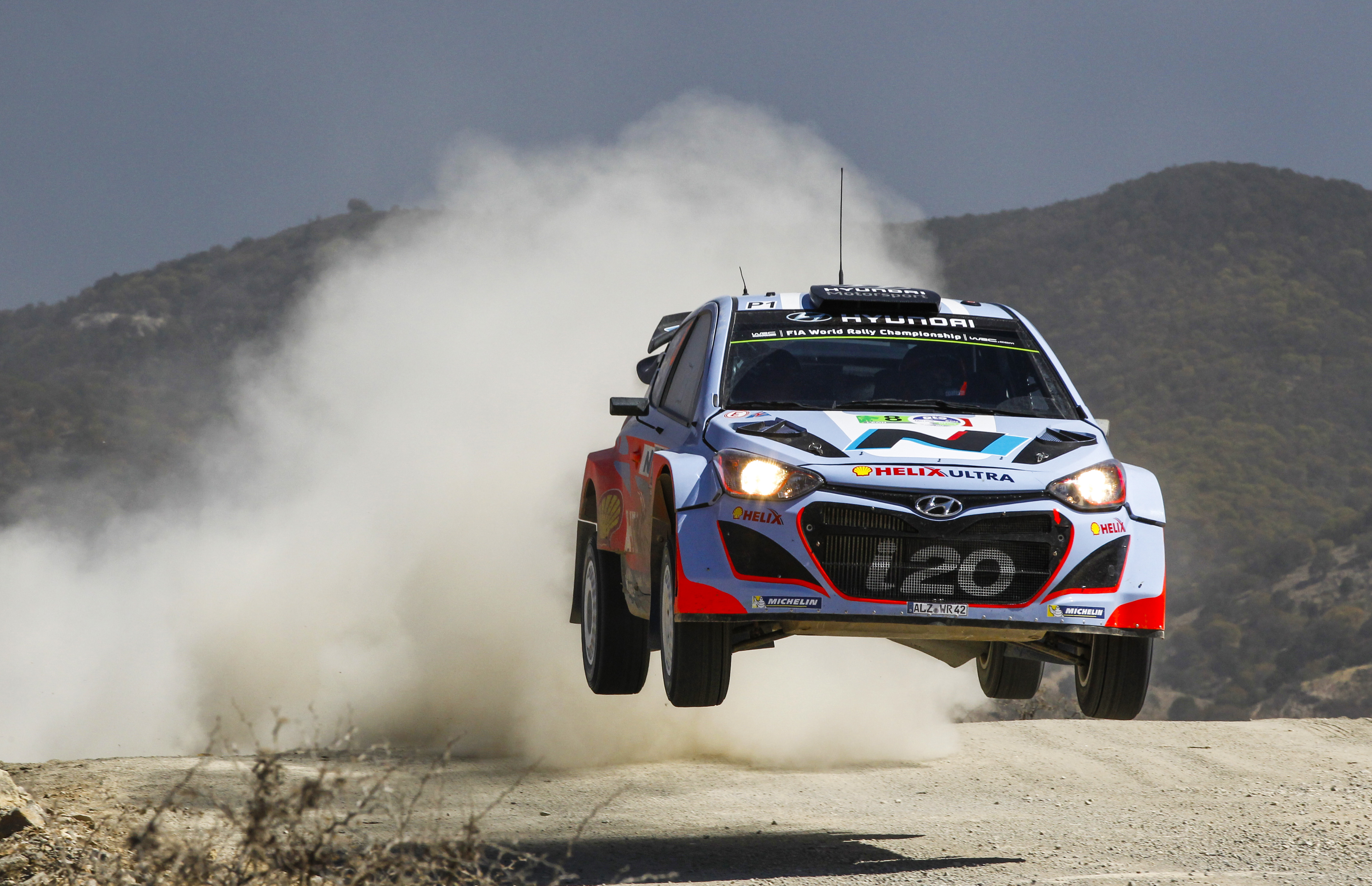
Chris Atkinson Rally Mexico 2014

Dirt Rally 2.0 é o primeiro jogo da série Colin McRae Rally a ser desenvolvido pela Codemasters após a saída do diretor de jogo Paul Coleman da empresa no início de 2018. Os pilotos de rally Ryan Champion e Jon Armstrong serviram como consultores durante todo o desenvolvimento do jogo com a ajuda ocasional de Oliver Solberg, enquanto o veterano co-piloto Phil Mills emprestou sua voz como co-piloto do jogo em inglês.

## Recepção

### Prêmios
O jogo foi indicado para "Melhor Áudio" no Develop: Star Awards.